# Siergiej Czorny
Siergiej Anatoljewicz Czorny ros. Сергей Анатольевич Чёрный (ur. maj 1977 w Smoleńsku, zm. 24 czerwca 2001 w Syczowce) – rosyjski seryjny morderca zwany Taśmowcem (Ленточник). W latach 1999–2000 zamordował w Smoleńsku 10 osób.
Pochodził z ubogiej rodziny. Od najmłodszych lat uprawiał sport. Specjalizował się w sztukach walki. Pełniąc służbę wojskową, otrzymał przydział do jednostki zwiadu. Po zakończeniu służby wojskowej dowiedział się, że jego brat związał się z jedną z grup przestępczych, działających w Smoleńsku, a jego dziewczyna wyszła za mąż, kiedy odbywał służbę wojskową.

## Zabójstwa
Pierwsze zabójstwo przygotowywał przez dłuższy czas. W sklepie pasmanteryjnym w Smoleńsku zakupił czarną taśmę, którą pociął na kawałki długości 60 cm. Po zabójstwach zawiązywał je na ciałach swoich ofiar.
Pierwszą ofiarą Czornego była osiemnastolatka, idąca na dyskotekę. 19 września 1999 udusił dziewczynę, zdarł z niej ubranie i wyrwał z uszu kolczyki, a następnie zawiązał na ciele zamordowanej czarną taśmę. Pięć dni później w podobny sposób pozbawił życia dziewczynę w parku. W tym samym parku w kolejnym tygodniu zabił dwie dziewczyny. 29 września 1999 w dzielnicy przemysłowej Smoleńska Czorny zabił 20-letnią dziewczynę, podobnie jak poprzednim ofiarom zawiązał na jej ciele czarną taśmę. 20 października 1999 na liście jego ofiar znalazła się dziewczyna pracująca w spółdzielni garaży, a 4 listopada kolejna dziewczyna, której ciało wrzucił do rzeki Jasiennoj. Dwa dni później jego ofiarą padła studentka wydziału finansowo-ekonomicznego jednej ze szkół wyższych.
Seria zabójstw wywołała panikę w mieście, podsycaną przez miejscowe gazety. Po zabójstwie studentki Czornemu skończył się zapas czarnej wstążki. Po zakup kolejnej udał się do tego samego sklepu pasmanteryjnego. Sprzedawczyni domyśliła się, kim jest i zadzwoniła na milicję. Czorny zawiązał taśmę na jej rękach i szyi, ale próba zamordowania młodej kobiety nie powiodła się. Niedoszła ofiara Czornego sporządziła jego dokładny rysopis.

## Proces i wyrok
Dzięki informacjom od niedoszłej ofiary milicji udało się dotrzeć do domu Marka Czornego, brata zabójcy. W domu znaleziono kurtkę jednej z ofiar i urządzono zasadzkę, w którą wpadł zaskoczony Siergiej.
W czasie procesu Czorny przyznał się do wszystkich zabójstw, także do dwóch, które początkowo przypisywano innym sprawcom. Ekspertyza psychiatryczna określiła Czornego jako cierpiącego na schizofrenię. Skierowany na przymusowe leczenie do szpitala psychiatrycznego w Syczowce, gdzie zmarł w 2001 na zapalenie płuc.